# Káva
Káva là một thị trấn thuộc hạt Pest, Hungary. Thị trấn này có diện tích 11,31 km², dân số năm 2010 là 618 người, mật độ 55 người/km².